# Patella ferruginea
Patella ferruginea és una espècie de mol·lusc gastròpode de la família Patellidae present a la mar Mediterrània.
És semblant a Patella rustica, també amb la conquilla elevada, però amb 40-50 costelles bén marcades i espais intermedis estrets. La vora és molt dentada. El color de la part externa és blanc brut amb taques marronoses, mentre que la part interna presenta una vora marró o blanc blavosa.